# Femmine tre volte
Pour plus de détails, voir Fiche technique et Distribution.
Femmine tre volte est une comédie hispano-italienne réalisée par Steno et sortie en 1957.

## Synopsis
Lors d'une tournée en Italie, une équipe féminine russe de basket-ball fait des ravages parmi les hommes italiens en raison de la beauté et de la taille de ses athlètes.

## Fiche technique
- Titre original italien : Femmine tre volte[1]
- Titre espagnol : Operación Popoff[2] (Espagne) ou Tres veces mujer (Argentine)
- Réalisation : Steno
- Scénario : Marcello Marchesi, Vittorio Metz
- Photographie : Tonino Delli Colli
- Montage : Giuliana Attenni (it), Gaby Peñalba
- Musique : Angelo Francesco Lavagnino
- Décors : Mario Santovetti
- Production : Clemente Fracassi, Carlo Ponti
- Société de production : Carlo Ponti S.p.A., Maxima Film
- Pays d'origine :  Italie
- Langue originale : italien
- Format : noir et blanc - 1,37:1 - 35 mm - Son mono
- Genre : comédie
- Durée : 105 minutes
- Dates de sortie : 
  - Italie : 5 octobre 1957
  - Espagne : 2 mars 1959

## Distribution
- Sylva Koscina : Sonia
- Germán Cobos : Ugo Gasparini
- Alberto Bonucci : l'entraîneur Santucci
- Bice Valori : Katiuscia
- Gianrico Tedeschi : Vassili
- Nino Manfredi : Nando Martinoni
- Mario Carotenuto : Armando Gasparini
- Gianni Agus : Marquis De Blasi
- Montserrat Blanch : Amelia Gasparini
- Furlanetto : Andreï Stetikoff
- Gina Rovere : Liuba
- Gianni Bonagura (en) : Cesare
- Ángel Aranda : athlète italien de baseball
- Fernando Sancho : veilleur de nuit
- Laura Caprifoglio : Tatiana
- Salvo Libassi : le presbytre
- Francesco Mulè : président de l'équipe
- Lamberto Antinori : athlète de baseball italien
- Mario Chiocchio : commentateur
- Félix Fernández : médecin
- Elena Kirianova :
- Brigitte Kembel :
- Lilly Mantovani : athlète russe
- Sergio Parlato :
- Emilio Petacci : commissaire aux sports connu sous le nom de Son Excellence
- Amedeo Trilli : garde soviétique